# Jean-Claude Zwahlen
Jean-Claude Zwahlen (* 30. April 1943; † 7. März 2006) war ein Schweizer Politiker.

## Leben
Jean-Claude Zwahlen war Gemeinderat von Bévilard und sass von 1984 bis 1989 für den Parti Libéral Jurassien im Grossen Rat Kantons Bern. Vom 25. November 1991 bis zu seinem Rücktritt am 9. Juni 1995 vertrat er die separatistische Liste der Alliance jurassienne und der CVP Südjura im Nationalrat. Nach seiner Wahl trat er der Fraktion der Listenführerin CVP bei.
Für Aufsehen sorgte er, als er während einer Debatte aus voller Kehle die Jura-Hymne «La Nouvelle Rauracienne» sang.